# Konrad Peutinger

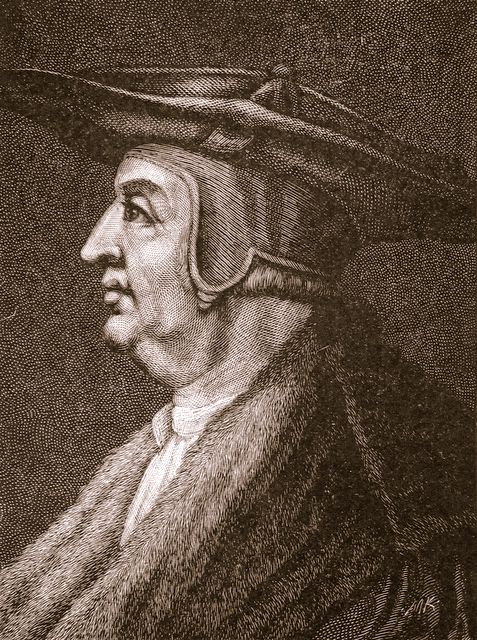
Konrad Peutinger

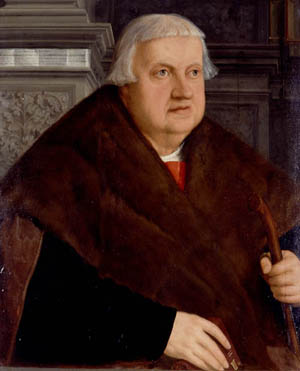
Portret Konrada Peutingera pędzla Christopha Ambergera (1543 r.)

Konrad Peutinger (ur. 14 października 1465 zm. 28 grudnia 1547 roku) – niemiecki humanista, dyplomata, polityk i ekonomista, który wychowywał się w Bolonii i Padwie. Do historii przeszedł jako znany edytor, drukarz i antykwariusz, który razem z żoną Margaretą oraz Marcusem Welserem stworzył jedną z największych prywatnych bibliotek na północ od Alp.

## Życiorys
Conrad Peutinger urodził się w Augsburgu. Pochodził z szanowanej rodziny kupieckiej. Po studiach w Bolonii i Padwie, gdzie uzyskał doktorat z obu praw i gdzie zetknął się z ideami renesansowego humanizmu, który miał mu towarzyszyć przez całe życie, rozpoczął karierę prawniczą. W 1493 został wybrany syndykiem w rodzinnym Augsburgu.
Jako poseł wziął udział w kilku Sejmach Rzeszy, gdzie został dostrzeżony przez cesarza Maksymiliana I. Został doradcą cesarza Maksymiliana I, a później jego następcy, cesarza Karola V. W 1497 roku, dzięki wstawiennictwu cesarza Maksymiliana, został miejskim pisarzem (niem. Stadtschreiber) w Augsburgu, które to stanowisko piastował do 1534 r. W 1498 r. zawarł małżeństwo z Margaretą Welser, pochodzącą z bogatego rodu kupców augsburskich. Dzięki poparciu kolejnego cesarza, Karola V utrzymał stanowisko pisarza miejskiego po 1519 r. W 1515 roku nabył istniejącą do dziś posiadłość miejską, tzw. Peutingerhaus. W 1538 roku Peutinger został przyjęty do patrycjatu miejskiego w Augsburgu, a w 1547 roku cesarz Karol V nadał mu dziedziczny tytuł szlachecki.
Był jednym z pierwszych antykwariuszy, którzy zaczęli publikować zabytki piśmiennictwa rzymskiego. Dzięki niemu wydano słynne dzieło Tabula Peutingeriana, mapę dróg wojskowych spoza zachodnich rubieży Cesarstwa rzymskiego. Mapa została odkryta przez Konrada Celtesa, który przekazał ją Peutingerowi do kolekcji.
Mapę wydano w 1591 roku w Antwerpii u drukarza Johanna Moretusa.
Peutinger również pierwszy zaczął drukować Geticę Jordanesa i Historia gentis Langobardorum Pawła Diakona.
Ambrosiusowi Jungowi opublikował dzieło „Remedia MSSta pro catarrho et angustiis thoracis”.
F. de Scheyb w 1753 roku opublikował całościowy katalog wydań Conrada Peutingera pod tytułem „Tabula Peutingeriana”.